# Kyomu no Naka de no Yuugi
Kyomu no Naka de no Yuugi (jap. 虚無の中での遊戲) - dziewiąty singel Malice Mizer wydany 31 maja 2000. 

## Lista utworów
1. Kyomu no Naka de no Yuugi (虚無の中での遊戯)
2. Kyomu no Naka de no Yuugi (Instrumental)